# 조호 (전한)
조호(趙護, ? ~ ?)는 전한 말기의 관료로, 자는 자하(子夏)이다.

## 생애
홍가 4년(기원전 17년) 겨울, 광한에서 정궁(鄭躬) 등의 무리가 4개 현을 노략질하였다. 하동도위(河東都尉) 조호는 광한태수에 임명되어 광한군과 촉군에서 병력 3만 명을 모아 이를 평정하였고, 공적을 인정받아 집금오로 승진하고 황금 백 근을 받았다. 이는 《한서》 권10의 기록으로, 권19에는 조호의 집금오 임명 시기가 원연 원년(기원전 12년)으로 기록되어 있어 상충한다.

## 출전
- 반고, 《한서》 권10 성제기(成帝紀) · 권19하 백관공경표(百官公卿表) 下

| 전임 한훈? 윤잠? | 전한의 집금오 기원전 17년 ~ ? 또는 기원전 12년 ~ 기원전 8년? | 후임 임굉? |